# 美根五郎
美根 五郎（みね ごろう、1900年（明治33年）3月4日 - 1971年（昭和46年）2月14日）は、昭和時代前期の朝鮮総督府官僚。黄海道知事。

## 経歴
美根虎吉の五男として福岡県に生まれ、兄虎雄の養子となる。1924年（大正13年）高等試験行政科に合格し、翌年東京帝国大学法学部を卒業する。朝鮮総督府に奉職し、慶尚南道警部、全羅南道学務課長、総督府土地改良事務官、咸鏡北道財務課長、大邱税務監督局税務部長、総督官房審議室事務官文書課長兼人事課長、国勢調査課長、官房人事課長などを経て、1942年（昭和17年）11月、総務局監察課長に就任した。のち黄海道知事に任じた。1944年（昭和19年）退官した。